# Suntory
Suntory Beverage & Food Limited (яп. サントリーホールディングス株式会社, Santorī Hōrudingusu Kabushiki-Gaisha), або ж просто Suntory — японська транснаціональна компанія пивоваріння та дистиляції. Заснована у 1899 році і є однією з найстаріших компаній з розповсюження алкогольних напоїв у Японії та виробництва японського віскі. З часом компанія розширила сферу роботи і також виробляє безалкогольні напої та сандвічі. Після купівлі компанії Beam, Inc. у 2014 році Suntory стала одним з найбільших виробників дистильованих напоїв у світі. Штабквартина компанії розташована у Кіта-ку, Осака.

## Історія
Засновником компанії Suntory був Торі Сіндзіро (яп. 鳥井 信治郎, Torii Shinjirō), який відкрив свій магазин Torii Shōten (яп. 鳥井商店) в Осаці 1 лютого 1899 року і продавав імпортні вина. У 1907 році в магазині почали продавати кріплене вино під назвою «Портвейн Акадама» . Магазин став компанією Kotobukiya в 1921 році, а в 1923 році Торі побудував першу в Японії винокурню солодового віскі «Ямазакі». Виробництво розпочалось у грудні 1924 року, а через п'ять років почався продаж Suntory Whisky Shirofuda (White Label) — першого односолодового віскі японського виробництва.
Через дефіцит під час Другої світової війни Kotobukiya була змушена припинити розробку нових продуктів, але в 1946 р. вона знову випустила віскі Torys, яке добре продавалось у повоєнній Японії. У 1961 році Kotobukiya запустила кампанію «Випий Torys і поїдь на Гаваї». На той час поїздка за кордон вважалася можливістю, що виникає раз у житті. У 1963 році компанія Kotobukiya змінила свою назву на Suntory, за назвою віскі, яке виробляє. Того ж року пивна фабрика Мусашино розпочала виробництво пива Suntory. 1 лютого 1979 року, щоб відзначити 80-ту річницю заснування компанії, було засновано Культурний фонд Suntory, що займається нагородженням Академічної премії Suntory, Регіональної культурної премії Suntory, а також культурних грантів. У 1997 році компанія стала єдиним розливачем, дистриб'ютором та ліцензіатом продукції Pepsi в Японії.
З 1 квітня 2009 року Suntory стала холдинговою компанією під назвою Suntory Holdings Limited (яп. サントリーホールディングス株式会社) і заснувала Suntory Beverage and Food Limited (яп. サントリー食品株式会社), Suntory Products Limited (яп. サントリープロダクツ株式会社), Suntory Wellness Limited (яп. サントリーウェルネス株式会社), Suntory Liquors Limited (яп. サントリー酒類株式会社), Suntory Beer & Spirits Limited (яп. サントリービア&スピリッツ株式会社), Suntory Wine International Limited (яп. サントリーワインインターナショナル株式会社) і Suntory Business Expert Limited (яп. サントリービジネスエキスパート株式会社).
14 липня 2009 року компанія «Кірін» оголосила, що веде переговори з компанією Suntory про злиття. 8 лютого 2010 року було оголошено, що переговори між ними припинені.
2009 року Suntory придбала апельсиновий безалкогольний напій Orangina за 300 мільярдів єн, а також енергетичні напої Frucor за 600 мільйонів євро. 2 липня 2013 року компанія дебютувала на Токійській фондовій біржі та залучила майже 4 мільярди доларів США .
У вересні 2013 року Suntory придбала підрозділ напоїв GlaxoSmithKline. Угода включала бренди Lucozade та Ribena, але без Horlicks.
У січні 2014 року Suntory анонсувала угоду про купівлю найбільшого американського виробника бурбонів Beam Inc. (виробники Jim Beam) за 16 мільярдів доларів. Ця угода мала зробити Suntory третім за величиною виробником алкогольних напоїв у світі. Придбання було завершено в квітні 2014 року й оголошено, що Beam буде перейменовано на Beam Suntory.

## Холдинги
- Beam Suntory
- Cerebos Pacific Limited
- Château Lagrange S.A.S
- Florigene Pty Ltd
- Frucor Beverages Limited
- Gold Knoll Ltd
- Grupo Restaurante Suntory Mexico
- Louis Royer S.A.S

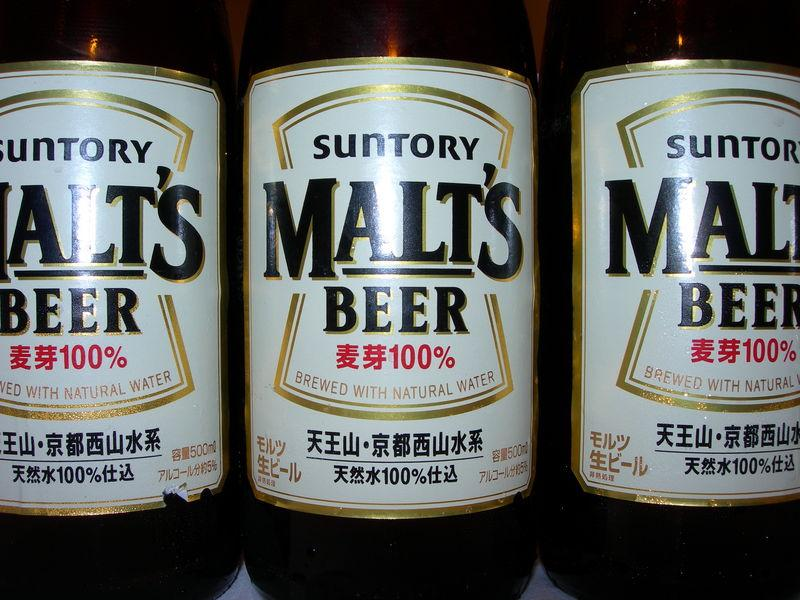
Солодове пиво Suntory

- Morrison Bowmore Distillers, Limited
- Orangina[9]
- Pepsi Bottling Ventures LLC
- Subway Japan
- Tipco F&B Co., Ltd
- Suntory PepsiCo Vietnam Beverage Co., Ltd (спільне підприємство з PepsiCo)

## Продукція

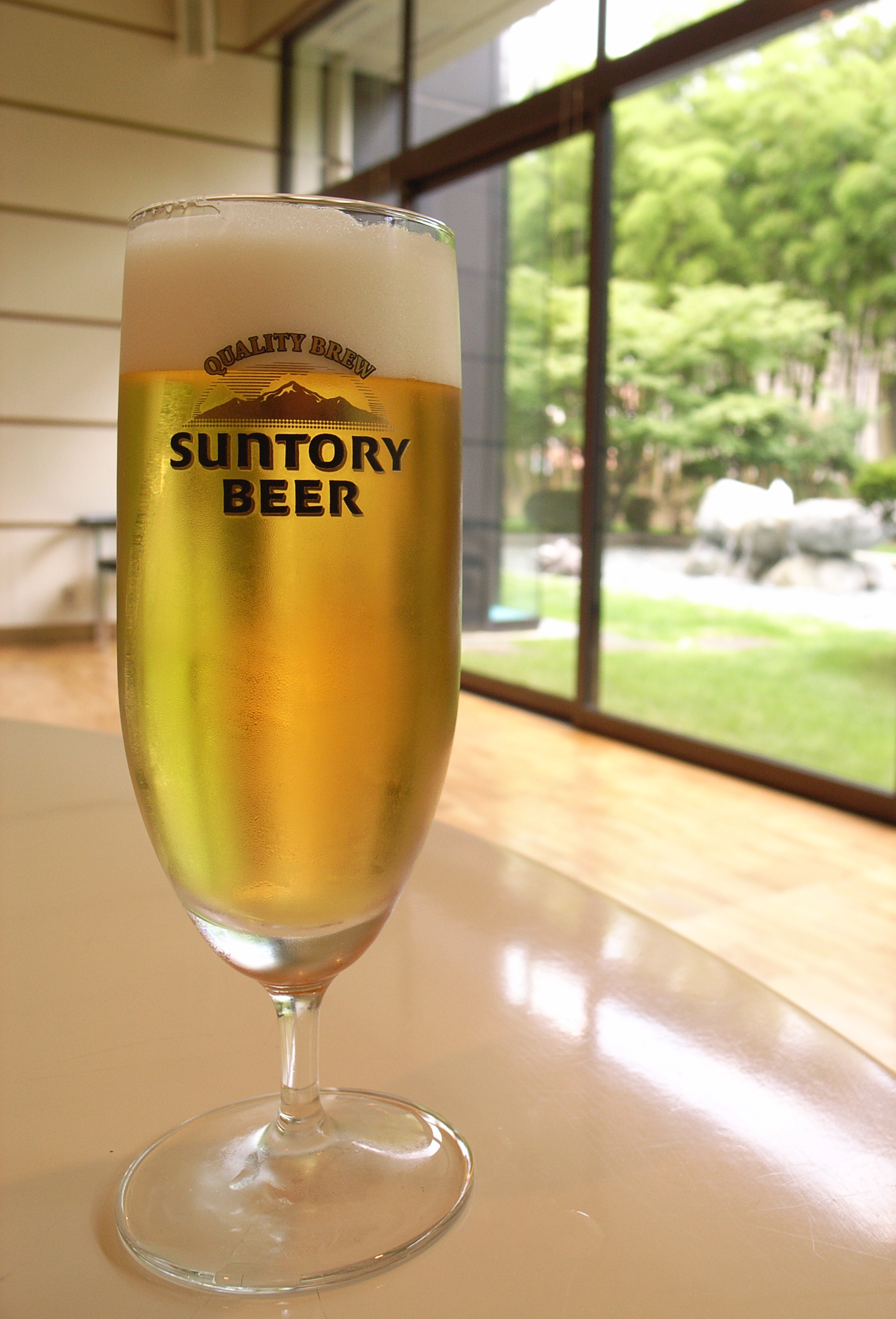
Солодове пиво, яке подають у пивоварні Suntory's Kyoto, Кіото

### Алкогольні напої
- пиво
- солод
- вино (Akadama, Delica Maison, Chateau Lagrange, Les Fiefs de Lagrange)
- бренді (Centenario, Courvoisier, Fundador)
- джин (Gilbey's, Larios, Roku, Sipsmith)
- ром (Cruzan, Ronrico)
- текіла (100 Años, El Tesoro, Hornitos, Sauza, Sauza Tres Generaciones)
- горілка (Effen, Kamchatka, Pinnacle, Vox)
- віскі
- американське віскі
- купажне віскі (Beam's Eight Star, Kessler)
- Kentucky Bourbon
- Jim Beam (найбільш продаваний бренд Kentucky bourbon)
- малосерійні бренди Jim Beam (Baker's, Basil Hayden's, Booker's, Knob Creek)
- Maker's Mark
- Old Crow
- Old Grand-Dad
- житнє віскі (Jim Beam Rye, Knob Creek Rye, Old Overholt, (ri)1)
- канадське віскі (Alberta Premium, Canadian Club, Tangle Ridge, Windsor)
- ірландське віскі (2 Gingers, Connemara, Grenore, Kilbeggan, Tyrconnell)
- японське віскі (Hakushu, Hibiki, Torys, Suntory, Yamazaki)
- шотландське віскі (Ardmore, Auchentoshan, Bowmore, Glen Garioch, Laphroaig, McClelland's, Teacher's)
- іспанське віскі (DYC)
- коктейлі та лікери
- ароматизований ром Calico Jack
- лікер Midori Melon
- Rubis Strawberry liqueur
- Lena Banana liqueur
- Mohala Mango liqueur
- Blue Curacao
- Skinnygirl (змішана маргарита
- Aki (припинено у 1988)
- Pavan
- -196˚C Strong Zero

### Безалкогольні напої
- Bikkle
- Boss Coffee
- C.C. Lemon
- Gini
- Холодний чай оолонг
- Іємон (伊右衛門), бренд зеленого чаю
- Mizone
- Natchan
- Orangina
- OVI
- Dakara
- Lucozade
- Ribena
- V